# Anticypella diffusaria
Anticypella diffusaria är en fjärilsart som beskrevs av John Henry Leech 1897. Anticypella diffusaria ingår i släktet Anticypella och familjen mätare. Inga underarter finns listade i Catalogue of Life.